# Stâncuța, Suceava
Stâncuța este un sat în comuna Zvoriștea din județul Suceava, Moldova, România.

## Obiective turistice
- Biserica "Adormirea Maicii Domnului" din Stâncuța - biserică de lemn construită între anii 1992-2007 în cimitirul satului

## Imagini

Biserica "Adormirea Maicii Domnului" din Stâncuţa
Biserica "Adormirea Maicii Domnului" din Stâncuţa
Biserica "Adormirea Maicii Domnului" din Stâncuţa
Biserica "Adormirea Maicii Domnului" din Stâncuţa

 Acest articol despre o localitate din județul Suceava este deocamdată un ciot. Puteți ajuta Wikipedia prin completarea lui.